# D.J. Wilson
DeVante Jaylen „D.J.” Wilson  (ur. 19 lutego 1996 w Mount Shasta) – amerykański koszykarz, występujący na pozycjach niskiego lub silnego skrzydłowego, obecnie zawodnik Oklahoma City Blue.
19 marca 2021 trafił w wyniku wymiany do Houston Rockets. 1 sierpnia 2021 został wolnym agentem. 27 września 2021 dołączył do Oklahoma City Thunder. 15 października 2021 opuścił klub. 22 grudnia 2021 zawarł 10-dniową umowę z Toronto Raptors. 1 stycznia 2022 trafił ponownie do Oklahoma City Blue. 3 stycznia 2021 opuścił klub. 7 stycznia 2021 podpisał 10-dniowy kontrakt z Toronto Raptors. 17 stycznia 2022 powrócił do składu Oklahoma City Blue. 28 lutego 2022 zawarł 10-dniową umowę z Toronto Raptors. 7 marca 2022 trafił ponownie do Oklahoma City Blue.

## Osiągnięcia
Stan na 8 marca 2022, na podstawie, o ile nie zaznaczono inaczej.
- Uczestnik:
  - rozgrywek Sweet 16 turnieju NCAA (2017)
  - turnieju NCAA (2016, 2017)
- Mistrz turnieju konferencji Big 10 (2017)